# Aquino van Dijck
Peter Marinus (Aquino) van Dijck (Venray, 1922 –  Wolvega, 31 mei 2002) was een Nederlands docent, glazenier en beeldhouwer.

## Leven en werk
Van Dijck werd opgeleid tot huisschilder aan de schilderschool in Boxtel, volgde de lerarenopleiding en vervolgens de kunstnijverheidsschool in Maastricht. Hij werd in 1940 lid van de Broedercongregatie Onze-Lieve-Vrouw van Zeven Smarten en kreeg de kloosternaam Aquino, naar Thomas van Aquino. Na zijn intrede maakte hij kennis met het glazeniersvak. In 1958 stichtte hij in Wolvega een katholieke technische school, waar hij jaren les gaf. Als kunstenaar maakte hij onder meer glas-in-loodramen en keramische plastieken. Hij ging in 1983 met pensioen. 
Toen in 1999 de broederscommuniteit in Wolvega werd opgeheven, sloot Van Dijck zich aan bij de communiteit in Voorhout. Hij bleef in Wolvega wonen en overleed er een aantal jaren later, op 79-jarige leeftijd. Hij werd begraven op het Broederskerkhof in Voorhout.

## Enkele werken
- 1963 ramen voor de Mariakapel in de Sint-Franciscuskerk (Wolvega)
- 1965 drie glas-in-loodramen voor de Gereformeerde Adelaarkerk in de wijk Bilgaard, Leeuwarden
- 1968 gevelplastiek chr. mavo, later Bornego College, Sportlaan, Wolvega (Het gebouw is in 2018 gesloopt, het kunstwerk zal worden herplaatst.)
- 1979 keramisch reliëf school De Striepe, Hoofdweg, Oldeholtpade
- 1980 ontwerp wandkleed voor het gemeentehuis van Weststellingwerf in Wolvega
- 1989 plaquette voor Stuyvesant-monument, Pepergaweg, Peperga
- 1994 replica's van zes 17e-eeuwse glas-in-loodramen voor de kerk in Hollum[6]
- 2002 zeven glas-in-loodramen over de geschiedenis van de kath. technische school in Wolvega voor een appartementencomplex in Wolvega
- drie glas-in-loodramen voor de Pelgrimskapel in de Bonifatiuskapel in Dokkum[7]

- RKD-Nederlands Instituut voor Kunstgeschiedenis: 473417